# شارع عمر المختار (بنغازي)

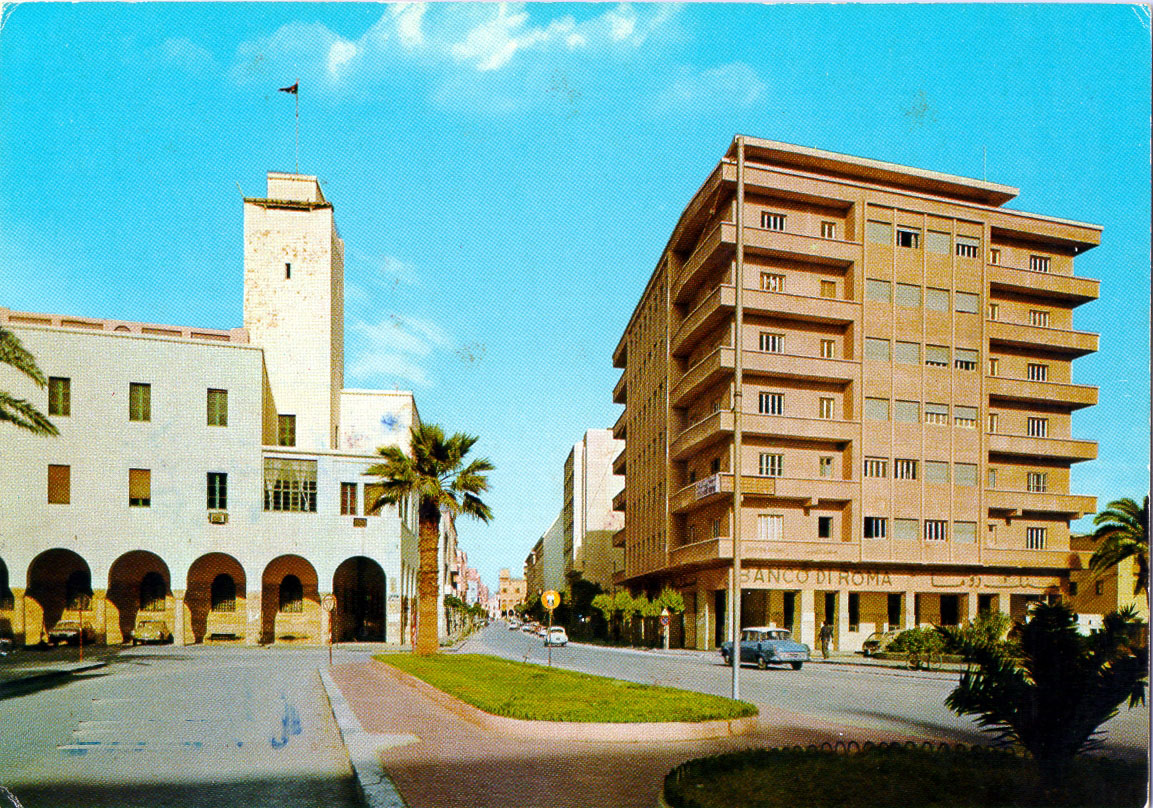
صورة لشارع عمر المختار عام 1968 ويبدو فرع لبانكو دي روما (حاليا مصرف الأمة) يمين الصورة

جادة عمر المختار أو شارع عمر المختار في مدينة بنغازي، ليبيا. أطلق اسم الشارع تخليدا لإسم المقاوم الليبي الشهير عمر المختار. يعتبر من الشوارع الرئيسية والتاريخية في المدينة، حيث توجد به مجموعة من المعالم التاريخية إضافة للمصارف والمؤسسات العامة. كما يوجد به مبنى المسرح البلدي ببنغازي أقدم مسرح في المدينة وأكبر دور العرض السينمائي بها.
يمتد الشارع في طريق للمشاة فقط حتى ميدان البلدية التاريخي في المدينة ومنطقة «الأقواس» التي يوجد بها محال تجارية. ويتميز بعمارته الكولينيالية والتي تعود لبدايات القرن العشرين في فترة الاحتلال الإيطالي للمدينة. كما يتقاطع مع بدايته بشارع جمال عبد الناصر أو «شارع الاستقلال» أحد شوارع بنغازي الرئيسية.
تعرض الشارع كما حي وسط البلاد في بنغازي لدمار هائل لحق ببنيته التحتية ومبانيه القديمة جراء القتال بالأسلحة الثقيلة والذي شهدته مدينة بنغازي والذي استمر من 2014 حتى 2017.